# Battaglia dell'Assietta
La battaglia dell'Assietta, conosciuta anche come bataja dl'Assiëtta in piemontese e bataille du col de l'Assiette in francese, fu combattuta il 19 luglio 1747 sulla cresta tra la Val Chisone e la Val di Susa (Piemonte). Tale battaglia fu un significativo episodio della guerra di successione austriaca, conflitto che sconvolse l'Europa della metà del Settecento.

## Antefatto
La strategia francese per la guerra in Italia prevedeva la conquista del bastione alpino presidiato dall'esercito sabaudo di Carlo Emanuele III. Luigi XV, però, aveva già tentato varie volte di penetrare in Piemonte, assediando Cuneo e combattendo aspramente alla Madonna dell'Olmo nel 1744. L'anno seguente una poderosa armata franco-spagnola aveva aggirato dalla riviera ligure il cordone alpino e a Bassignana aveva inflitto una dura sconfitta alle truppe sabaude. Nonostante le vittorie tattiche l'esercito franco-spagnolo non era riuscito a costringere il Regno di Sardegna ad una pace separata.
Gli alleati austro-piemontesi alla fine erano riusciti, entro il 1746, a ricacciare le forze avversarie dal Nord Italia, assediare e conquistare Genova e a spingersi sino in Provenza. La rivolta della città di Genova e il ritorno offensivo franco-spagnolo costrinse gli alleati austro-piemontesi ad una strategia di difesa sulle Alpi. Mentre l'esercito di Maria Teresa tentava di riconquistare Genova, le corone di Francia e Spagna decisero di soccorrere la città con una poderosa armata di oltre 150 reggimenti di fanteria, 75 squadroni di cavalleria e 2 brigate d'artiglieria. Il comando di queste forze era affidato a due generali: il cavaliere Luigi Carlo Armando, conte di Bellisle, e il marchese de La Mina, i quali avrebbero dovuto concordare un unico piano d'operazione, ma le cose non andarono proprio come previsto: secondo il Bellisle sarebbe stato opportuno minacciare Torino valicando le Alpi, ma per il suo collega spagnolo era meglio soccorrere Genova.
Se all'inizio prevalse il piano del marchese di La Mina, le forze a disposizione del generale sabaudo Karl Sigmund Friedrich Wilhelm von Leutrum, 17 battaglioni di fanteria sabauda e 12 austriaci, riuscirono a rallentare l'avanzata del nemico lungo le coste della riviera di ponente. Solo il 24 giugno i franco-spagnoli di La Mina riuscirono a raggiungere Porto Maurizio. A questo punto venne presa in considerazione l'idea del Bellisle. Un corpo d'armata di 50 battaglioni di fanteria, 15 di cavalleria e molti cannoni avanzarono allora verso i valichi alpini. L'armata venne divisa in due corpi, che si apprestarono ad avanzare verso il Moncenisio. L'obiettivo strategico della manovra era lo stesso del 1745: l'assedio del forte di Exilles. Per far questo era però necessario impadronirsi della cresta dell'Assietta e del colle delle Finestre.

## Il luogo
L'Assietta è un colle brullo che domina un ripido vallone da cui poi saliranno le truppe francesi, posto a oltre 2500 m sullo spartiacque fra la valle di Susa e quella del Chisone: il suo controllo consente di poter intervenire rapidamente in una valle o nell'altra. Prevedendo che i francesi vi sarebbero transitati come era già avvenuto per la campagna del 1745, Carlo Emanuele III ordinò di trincerarlo e di presidiarlo con 13 battaglioni di fanteria. Il corpo destinato all'Assietta era composto da truppe sabaude ed austriache al comando del tenente generale Giovanni Battista Cacherano di Bricherasio. I trinceramenti erano costruiti in modo tale da permettere una difesa a 360°. Il punto chiave dell'intero perimetro difensivo era però dato dalla vetta del Gran Serin, sulla quale furono schierati i tre migliori battaglioni a disposizione del generale piemontese: il 2º btg. ed il 3º btg. Rgt. svizzero Kalbermatten e il 3º btg. Rgt. svizzero Roy. I solidi battaglioni imperiali, 4 battaglioni dei Reggimenti Forgách, Traun, 3° Hagenbach e 3° Colloredo, furono schierati a diretta difesa del colle dell'Assietta. In appoggio all'esercito piemontese intervennero anche gruppi organizzati di combattenti valdesi, abituati già a compiere con successo atti di guerriglia nelle valli che conoscevano molto bene: il loro compito, come sempre in questi casi, era quello di tenere impegnato il maggior numero di soldati francesi, sottraendoli così alla disponibilità in battaglia aperta.
Le spie francesi avvertirono però i marescialli che il nemico si stava fortificando sull'Assietta, e pertanto venne deciso di attaccare subito, per stroncare quelle forze armate che avrebbero potuto intralciare un eventuale assedio al forte di Exilles.

## I piani contrapposti
Belle-Isle decise di concentrare lo sforzo principale contro il Gran Serin, mentre due attacchi secondari dovevano essere sferrati in contemporanea contro la ridotta della Butta dell'Assietta e contro il fianco sinistro del campo trincerato. Le forze nemiche non erano numerose: gran parte dei battaglioni austro-sardi sarebbe stata fissata dall'azione frontale delle prime due colonne, mentre l'attacco principale avrebbe occupato il Gran Serin rendendo vana ogni ulteriore da parte dell'avversario.
Riassumendo il concetto di operazioni del Cavaliere di Belle-Isle si sviluppava nel seguente modo:
- attacco principale contro le posizioni nemiche sul Gran Serin a quota 2629;
- attacco secondario contro il fianco sinistro del trinceramento avversario, lungo il fronte trincerato avversario compreso tra quota 2555 e quota 2551, in contemporanea con l'attacco principale;
- attacco secondario contro la ridotta costruita in corrispondenza della Testa dell'Assietta a quota 2566
Data la robustezza delle fortificazioni campali, il supporto di fuoco offerto dalle artiglierie campali da 4 libbre rimaneva un elemento decisivo. Belle-Isle aveva deciso di portare quei cannoni con sé per l’attacco all’Assietta già nei giorni precedenti.
Il Conte di Bricherasio sviluppò un piano molto più semplice, che prevedeva le seguenti azioni:
- resistere all'attacco nemico appoggiando i battaglioni di fanteria alle fortificazioni del campo trincerato;
- ritardare il più possibile la conquista del Colle dell'Assietta;
- ritirarsi quando necessario verso il Gran Serin. 
Il conte di Bricherasio stesso, prima di abbandonare il bordo occidentale del campo e ritornare al suo posto comando sul Gran Serin, ordinò di inviare «tutte le bandiere dei battaglioni al colle delle Vallette con una scorta».

## La battaglia
I francesi erano forti di 32 battaglioni, contro i 13 austro-sardi, dei quali dieci impegnati effettivamente in combattimento.
La colonna di destra, al comando del Maresciallo Villemur, con 14 battaglioni doveva attaccare il Grand Serin e proseguì la marcia per portarsi a distanza d'assalto; la colonna di sinistra del generale Mailly, forte di 9 battaglioni, doveva attaccare i trinceramenti di Riobacon e del pianoro del colle; quella centrale, agli ordini del Maresciallo d'Arnault, con 8 battaglioni su due sottocolonne, doveva attaccare la ridotta della Testa dell'Assietta.
Verso le 16,30 il Bellisle, temendo l'arrivo di imponenti rinforzi avversari, e avuta notizia che le sue artiglierie da campo non sarebbero arrivate in tempo, dette comunque l'ordine d'attacco che iniziò con grande vigore in ogni settore. La tattica impiegata dai francesi, con colonne à la Folard, si dimostrò del tutto fallimentare. Le colonne d'assalto, impossibilitate a sviluppare tutta la loro potenza di fuoco, furono decimate dal tiro dei difensori. La ridotta della testa dell'Assietta, una tenaglia collegata con le retrostanti posizioni, era continuamente rifornita alla gola e si dimostrò subito un ostacolo troppo difficile per poter essere superato. A peggiorare la situazione gli ufficiali francesi, posti alla testa della colonna per guidare l'assalto, furono decimati dal fuoco dei difensori. Il Bellisle, visto che i suoi soldati non riuscivano ad infrangere la resistenza delle truppe sabaude, abbandonò il suo posto comando e si portò sotto le posizioni sabaude della testa dell'Assietta. Seguito dal suo aiutante di campo, che portava una bandiera strappata dalle mani di un alfiere reggimentale, si lanciò all'ennesimo assalto, sperando con questo esempio di trascinare i suoi: quest'impresa, però, gli fu fatale. Venne infatti ferito con un colpo di fucile al braccio e, successivamente, ricevette un colpo di fucile alla testa.
Lo stesso avvenne per la colonna del de Mailly, che venne falcidiata dal tiro dei difensori e non ebbe la possibilità di sviluppare un fuoco di ritorsione efficace per aprirsi un varco nelle difese. Solo al Gran Serin il Villemur fu in grado, grazie alla sommità più ampia della montagna, di far aprire i propri battaglioni per sviluppare il proprio fuoco. Tuttavia doveva combattere contro alcune delle migliori truppe sabaude disponibili sul campo di battaglia protette da fortificazioni campali. Ciò nonostante il generale Bricherasio interpretò la situazione come un pericolo imminente e decise di rinforzare la posizione del Gran Serin. Tutti i battaglioni della riserva furono inviati di rinforzo ai battaglioni svizzeri impegnati in battaglia.
Chiese quindi al Conte di San Sebastiano, che comandava le forze schierate nella ridotta più avanzata alla Testa dell'Assietta, di lasciare la sua postazione e di ritirarsi con i suoi soldati - due compagnie granatieri e il 1º Battaglione del Rgt. Guardie, verso il Gran Serin. Le forze francesi superstiti lanciarono degli attacchi finalizzati a fissare le forze piemontesi presenti in zona, e tali azioni vennero non correttamente interpretate dal San Sebastiano, il quale decise di non sganciare le proprie forze. Al Gran Serin i tre battaglioni svizzeri a disposizione del Bricherasio, rinforzati di ora in ora dai reparti che stavano convergendo verso la vetta, furono in grado di fermare con la propria potenza di fuoco tutti gli attacchi francesi, che si ostinavano a procedere con assalti in colonna à la Folard senza aprire il fuoco. 
Alle ore 21.00 le forze francesi iniziarono a rompere il contatto e a ritornare sulla linea di partenza del loro attacco.

Il 22 luglio un proclama del re Carlo Emanuele III di Savoia invita i sudditi a ringraziare Dio per aver consentito ai soldati piemontesi di respingere:
(Carlo Emanuele III di Savoia)

## Perdite
Le perdite francesi furono enormi: la sera dello scontro il Villemur lamentava dai suoi ranghi l'assenza di 4984 uomini tra morti, feriti, prigionieri e dispersi, circa il 25% della forza impegnata.
Le perdite austro-sabaude furono di circa 200 uomini. I primi rapporti segnalarono, tra morti e feriti, 219 perdite.

## Conseguenze
La battaglia dell'Assietta, da un punto di vista strategico, segnalò lo stallo delle operazioni belliche in Italia. Genova nel frattempo era stata liberata dall'assedio austriaco, mentre di fatto la manovra francese per creare una breccia nel bastione alpino era fallita. Per entrambi i contendenti, in particolare per l'esercito francese e per quello sabaudo, la campagna del 1747 prosciugò definitivamente le riserve materiali e umane, costringendo Luigi XV e Carlo Emanuele III a riconsiderare le trattative di pace, conclusasi poi l'anno seguente con la Pace di Aquisgrana. Da un punto di vista militare l'Assietta sancì il fallimento delle tattiche di combattimento francesi, basate su assalti in colonna alla baionetta senza sufficiente supporto di fuoco di copertura. Tuttavia i contemporanei successi del Principe Maurizio di Sassonia nel Belgio fecero presto dimenticare la sconfitta, sino alla battaglia di Roßbach del 1757, quando le colonne francesi furono nuovamente distrutte dal fuoco della fanteria prussiana. Per i sabaudi fu la prima vittoria campale dalla primavera del 1744, quando l'esercito del Contì era stato fermato alla rada di Villefranche. Fu comunque una conferma importante per le nuove tattiche di combattimento difensivo messe a punto nel corso del biennio 1745-1746.

## Festa del Piemonte
Per commemorare la storica e decisiva battaglia, il Consiglio regionale del Piemonte ha istituito con legge la Festa del Piemonte-Festa dël Piemont, da celebrarsi il 19 luglio di ogni anno. Tra gli obiettivi della ricorrenza è inclusa la valorizzazione del patrimonio identitario del Piemonte, da operarsi attraverso la promozione e la divulgazione conoscitiva dei suoi simboli e la tutela del patrimonio storico-culturale del territorio.